# Tristeza poscoital

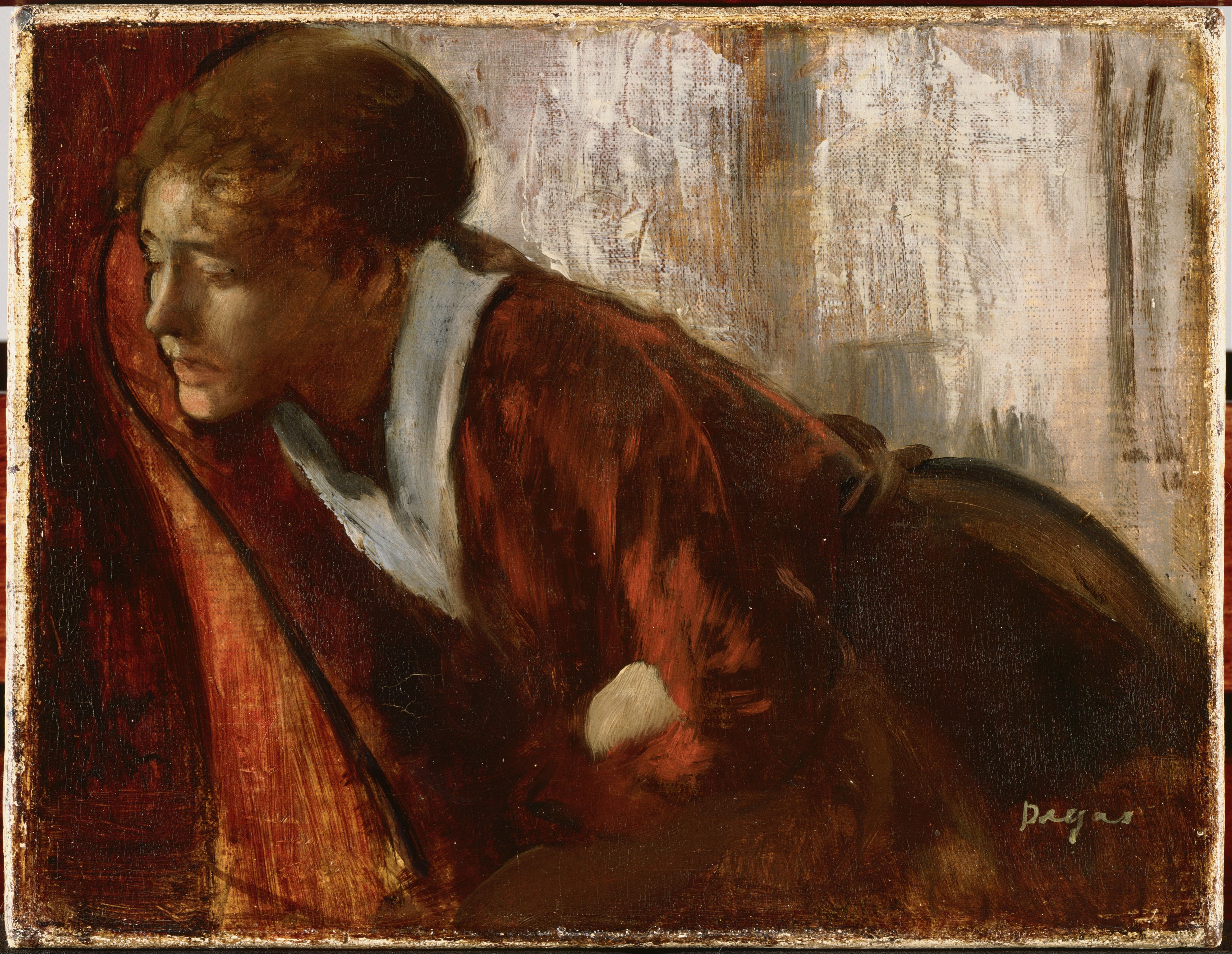
Ilustración que refle la Tristeza poscoital.

La tristeza poscoital (PCT, post-coital tristesse en inglés) es la sensación de tristeza, ansiedad, agitación o agresión después del coito o la masturbación. Su nombre proviene del nuevo latín postcoitalis y del francés tristesse, literalmente "tristeza". Muchas personas con PCT pueden mostrar fuertes sentimientos de ansiedad que duran de cinco minutos a dos horas después del coito.
El fenómeno se atribuye al escritor médico griego Galeno, quien se supone que escribió que "todo animal está triste después del coito, excepto la hembra humana y el gallo". Sin embargo, esta cita no se encuentra en los escritos sobrevivientes de Galeno, por lo que puede ser una invención posterior. Sigmund Freud y Havelock Ellis estaban familiarizados con el proverbio, que ambos atribuyeron a un autor anónimo, y no fue hasta décadas más tarde que la máxima se conectó con Galeno entre los sexólogos.
El filósofo Baruch Spinoza, en su Tractatus de Intellectus Emendatione, escribió: "en lo que respecta al placer sensual, la mente está tan atrapada en él, como si estuviera en paz en un bien [verdadero], que está completamente impedido de pensar en cualquier otra cosa. Pero después de que pase el goce del placer sensual, sigue la mayor tristeza. Si esto no se absorbe completamente, aún confundirá y embotará completamente la mente ". Arthur Schopenhauer, escribiendo más tarde sobre el fenómeno, observó que "directamente después de la cópula se oye la risa del diablo".
Un estudio informó que entre una muestra de 1208 participantes masculinos, el 40% de ellos había experimentado PCT al menos una vez en su vida y el 20% informó haber experimentado PCT en las cuatro semanas anteriores al estudio. Este estudio también informa que del 3 al 4% de la muestra experimentó síntomas de PCT de forma regular. Según el mismo estudio, la PCT entre los hombres está asociada con la angustia psicológica actual, el abuso sexual durante la infancia y con varias disfunciones sexuales.
Con respecto a los síntomas en las mujeres, un estudio involucró una encuesta epidemiológica de síntomas psicológicos poscoitales en una muestra de población de gemelas del Reino Unido: encontró que el 3,7% de estas mujeres informaron haber padecido PCT reciente y el 7,7% de ellas informaron haber padecido PCT por mucho tiempo. Otro estudio informó que casi la mitad de las estudiantes universitarias informaron síntomas de PCT al menos una vez en su vida. El estudio también informó que no parecía haber correlación entre la PCT y la intimidad en relaciones cercanas.